# La Trace du Hourra
La Trace du Hourra  est un parcours de montagnes russes en métal de type bobsleigh de Mack Rides, modèle Bobsled situé dans le parc à thèmes français parc Astérix à Plailly, dans l’Oise.

## Description
Ces montagnes russes ont une capacité de 1 500 personnes par heure. Cinq trains évoluent sur le circuit. Ceux-ci, propulsés par des lift à chaînes, sont composés de sept wagons de deux places sécurisées par des Lap bar.
Un scénario met en scène l'attraction, il a été écrit par Patrick Roger et Jean-Marc Toussaint. Ce dernier a également conçu la file d'attente et les gags qu'on peut y apercevoir. L'histoire nous raconte que les Gaulois avaient découvert une grotte dans laquelle des peintures rupestres représentaient un tracé tortueux. Durant l'Âge de la pierre, alors que les hommes n'avaient pas encore appris à marcher debout, un homme préhistorique hurla un « Hourra ». Il venait d'apprendre à marcher sur ses deux pieds. Les peintures rupestres représentent en fait le tracé de son parcours. Les montagnes russes s'appellent La Trace du Hourra car le circuit de celles-ci reproduit le chemin effectué par l'homme des cavernes. Le parcours emprunté par les trains est peint en brun pour représenter le sentier tracé par l'homme préhistorique. Le circuit et les trains sont donc de couleurs différentes par rapport aux autres bobsleighs de Mack (comme Avalanche ou Schweizer Bobbahn) pour mieux coller à ce scénario.
À l'époque, il s'agit de l'attraction la plus chère du parc. Ce sont les deuxièmes plus longues montagnes russes bobsleigh du monde après Bobbahn à Heide Park et ses 990 mètres. Il est le plus rapide d'Europe et le plus haut du monde. C'est d'ailleurs l'une des seules attractions du parc visibles depuis l'autoroute, avec OzIris et Toutatis.
Afin de permettre l'agrandissement de la zone avec l'arrivée de la section nommée Festival Toutatis, l'attraction voit progressivement sa file d'attente remaniée et son entrée déplacée à partir de la fin de l'année 2022. Elle est depuis 2023 intégrée à cette nouvelle section, ses poteaux ayant été également redécorés pour l'occasion.